# Projeto Vista
Projeto Vista foi um estudo altamente secreto conduzido por proeminentes físicos, pesquisadores, oficiais militares e pessoal do Instituto de Tecnologia da Califórnia de 1 de abril a 1 de dezembro de 1951. O projeto recebeu seu nome do Vista del Arroyo Hotel em Pasadena, Califórnia, que foi escolhido como sede do estudo. Inicialmente, o projeto Vista tinha o objetivo de analisar possíveis melhorias relacionadas à relação entre a guerra terrestre e tática guerra aérea. Inicialmente, o projeto Vista não se destinava a ser específico para uma determinada região geográfica, mas o foco foi rapidamente direcionado para a Europa Ocidental, pois a ameaça imediata para a Europa, Estados Unidos e a OTAN era a União Soviética. O relatório foi mantido em sigilo após sua divulgação e só foi parcialmente liberado em 1980.